# 上汽大众
上汽大众汽车有限公司（简称上汽大众或上汽大众汽车，旧称上海大众），是中德合资的汽车生产企业，也是中国改革开放以后第一家轿车合资企业。1985年3月德国大众汽车公司和上海汽车工业(集团)总公司各出资50％建立，合作期限为45年。经过合资各方多次追加投资，注册资本已从1985年的1.6亿元达到目前的115亿元人民币。
上汽大众到2004年一直是年销量最大的汽车生产厂，2004年后常年和上汽通用、一汽大众共同占据中国前三甲位置，彼此差距不大。根据全国乘用车联席会统计，上汽大众2013年汽车销量达到152.7万辆，列全国第一位。
至2015年1月，随着一辆摩登棕的凌渡下线，上汽大众累计产量突破了1200万辆，是中国保有量最大的轿车企业。

## 规模

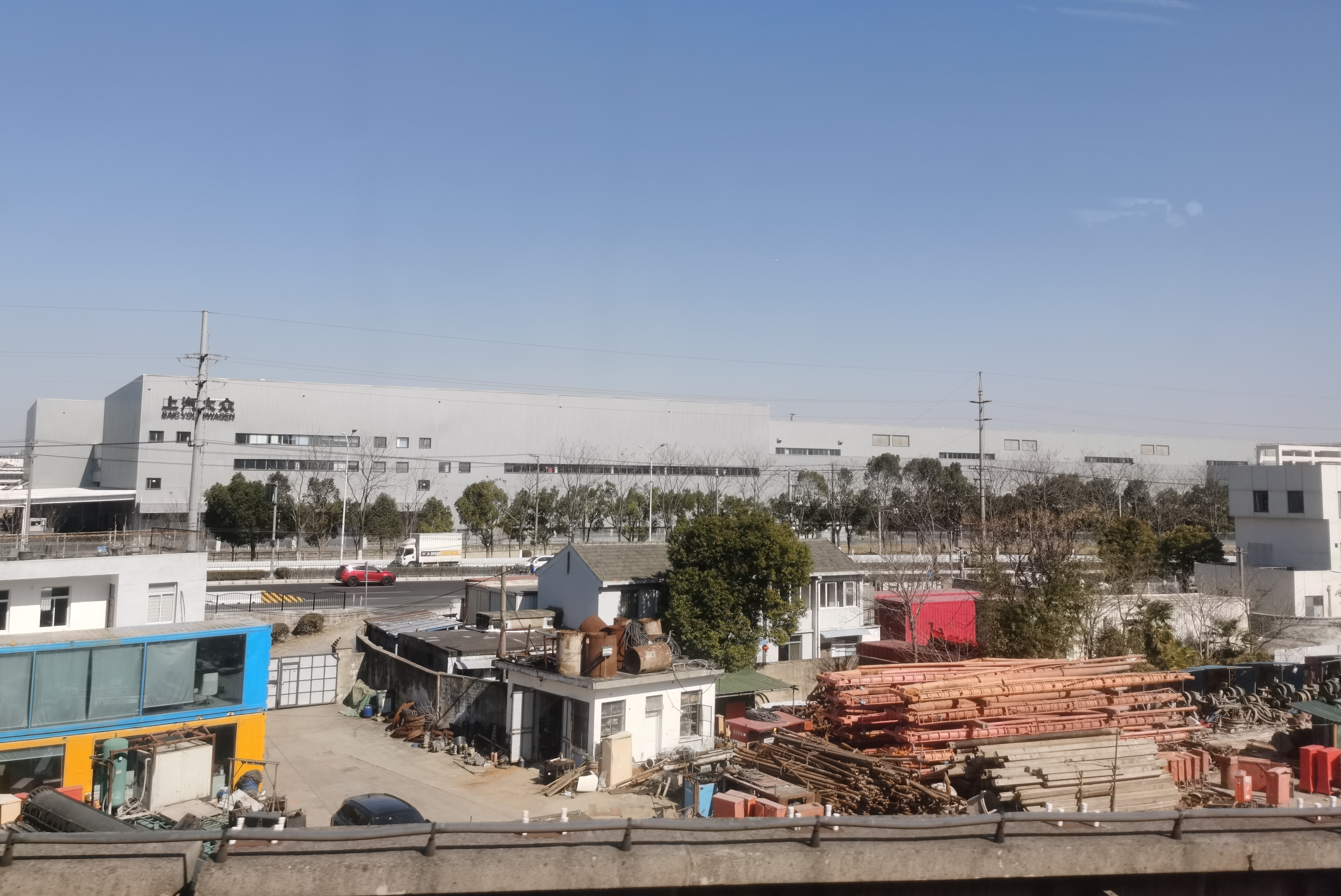
上汽大众新能源汽车工厂

上汽大众总部位于上海西北郊嘉定区上海国际汽车城，占地面积333万平方米，建筑面积90万平方米，在安亭地区设有3个整车装配厂，2个发动机厂和一个技术中心：
- 安亭一厂：位于上海市安亭洛浦路63号，占地面积363147平方米，其中车身车间占地面积27000平方米，油漆车间占地面积19000平方米，总装车间占地面积35566平方米。安亭一厂自1985年开始生产桑塔纳系列车型，至2000年7月全面改造扩建[4]，开始生产Polo系列等车型[5]。2022年7月结束生产，部分生产线搬迁至仪征工厂。[6]
- 安亭二厂：位于上海市安亭昌吉路82号，占地面积22万平方米，其中车身车间占地面积12528平方米，油漆车间占地面积19655平方米，总装车间占地面积24353平方米。安亭二厂始建于1992年[4]，前身为上海汽车厂。[5]
- 安亭三厂：位于上海市安亭曹安路5288号，占地面积45万平方米，建成于1999年12月。[4]
- 新能源汽车工厂：位於上海市安亭米泉路128号[7]，佔地面積40.56万平方米[8]，建成於2019年11月8日，2020年10月投產[9]。
- 发动机一厂：位于上海市嘉定区安亭镇于田路123号，占地面积107,402平方米，成立于1986年8月，生产EA888发动机。[4]
- 发动机二厂：占地面积197,694平方米，成立于1995年1月，生产EA827和EA113发动机。[4]该厂已停产。
- 发动机三厂：位于上海市嘉定区安亭镇于田路59号，2013年9月投产，占地面积9.8万平方米，建筑面积2.97万平方米，生产EA888系列发动机。[5]

此外，上汽大众还在江苏南京和仪征、浙江宁波、湖南长沙分别设立分公司并分别建立生产基地。
- 南京工厂：位于江苏省南京市江宁经济技术开发区，占地面积63.5万平方米。2008年4月18日投产[4]。南京工厂的前身为南京菲亚特厂区，2007年停产后被上汽大众收购[5]。
- 仪征工厂：位于江苏省仪征市，占地面积128.05万平方米，年产能为30万辆。2012年7月26日投产[4]。前身为上汽乘用车仪征工厂。
- 宁波工厂：位于浙江省宁波杭州湾新区，建筑面积185万平方米，总建筑面积48.9万平方米，规划年产能30万辆。2013年10月24日投产[4]。
- 乌鲁木齐工厂：位于新疆维吾尔自治区乌鲁木齐经济技术开发区，占地面积40.77万平方米，初期规划年产能5万辆。2013年8月29日投产[4]。2019年停止整车生产，仅保留对当地市场的车辆质量检查工作。2024年11月宣布出售该厂，此前该厂因维吾尔族强迫劳动问题被国际社会批评[11][12]。
- 长沙工厂：位于湖南省长沙市长沙经济技术开发区大众南路95号，2013年5月开工建设，2015年5月24日投产。[5]

## 历史
1978年11月，以时任一机部部长周子健为首的首批代表团考察当时的西德大众汽车公司。1982年，中國通過向大眾購買100套桑塔納散裝料在上海汽車廠進行試裝，第一台在上海汽車廠生產的大众桑塔納於1983年出廠。1984年10月10日，上海大众汽车有限公司合营合同在北京人民大会堂签字，公司中德双方的投资比例各占50%，合同期限为25年。两天后，国务院副总理李鹏和西德总理赫尔穆特·科尔为上海大众奠基。
1985年3月21日，上海大众汽车有限公司正式成立，同年9月正式运作。当时注册资本为1.6亿元人民币，其中大众汽车股份公司的持股比例为50%，其余股东为上海市拖拉机汽车工业公司（现上汽集团，25%）、中国银行上海信托咨询公司（15%）和中国汽车工业公司（10%）。
1991年10月20日，上海大众汽车有限公司第二次补充协议签字，其核心内容是：增加投资25亿元人民币和注册资本8.5亿元，与德国大众、巴西拉美汽车公司联合开发新车型并改造汽车二厂。1992年1月，根据上海汽车工业总体发展规划，原上海汽车厂并入上海大众汽车。
2000年4月15日，上海大众汽车三厂举行建成投产仪式。
2000年10月19日，上汽大众销售公司正式成立。上汽大众销售公司总投资2998万美元，由上海大众汽车有限公司（20%）、上汽（集团）公司（50%）、大众汽车（中国）投资有限公司（30%）共同投资组建，该公司是中国第一个汽车销售合资公司。在公司成立前，上海大众的旗下车型总经销权由上海汽车工业销售总公司所有。
2002年4月12日，中德投资双方修订和延长了上海大众合营合同签订协议，合营期延长至2030年。2005年4月11日，上海大众与Skoda汽车公司在捷克共和国签署了合作协议，将斯柯达引入上海大众。2006年9月22日，正式启动了新引入的Skoda，同时宣布其中文名“斯柯达”和品牌口号“睿智感悟恒久魅力”。
2015年12月7日，上海大众汽车更名为上汽大众汽车，更名后，上汽大众将承担原公司所有的权利和义务，公司经营范围和业务关系维持不变。事实上，之所以上海大众更名为上汽大众，是因为汽车生产企业需要遵守国家相关部门所制定的“不能以地域的名字命名厂家品牌”规定。
2018年6月，奥迪入股上汽大众，持有1%的股权，这也意味着上汽大众今后可以生产奥迪品牌车型。
2020年10月27日，純電動汽車ID.4 X正式投產。

## 产品

### 现存车型

#### 奥迪品牌
- A7L
- Q5 e-tron
- Q6

#### 大众品牌
- 凌渡
- 朗逸（第三代）
- 朗逸新锐
- 帕萨特
- 輝昂
- Polo Plus
- 途铠
- 途昂
- 途昂X
- 途岳
- 途观L
- 途观X
- 途安L
- 威然
- ID.3
- ID.4 X
- ID.6 X

#### 斯柯达品牌
- 柯米克
- 柯米克 GT
- 柯珞克
- 柯迪亚克
- 柯迪亚克 GT
- 明锐 Pro
- 速派（第三代）

### 过往车型

#### 大众品牌
- 桑塔纳（普桑、旅行车、2000、3000、Vista、新桑塔纳、桑塔纳CROSS、桑塔纳浩纳）
- 帕萨特（B5、领驭、新领驭、新帕萨特）
- 波罗（Mk4、劲情/劲取、Mk5、CrossPolo、GTI）
- 高尔
- 朗逸（第一、二代）
- 朗行
- 途观（第一代）
- 途安（第一代）

#### 斯柯达品牌
- 晶锐
- 昕锐
- 明锐（第二、三代）
- 昊锐（第二代）
- 野帝

## 历年销量
| 年份 | 总销量    |
| ---- | --------- |
| 1985 | 1,684     |
| 1986 | 8,471     |
| 1987 | 11,038    |
| 1988 | 15,542    |
| 1989 | 15,581    |
| 1990 | 18,523    |
| 1991 | 33,587    |
| 1992 | 65,952    |
| 1993 | 100,030   |
| 1994 | 115,295   |
| 1995 | 159,765   |
| 1996 | 200,031   |
| 1997 | 230,186   |
| 1998 | 235,020   |
| 1999 | 230,699   |
| 2000 | 222,216   |
| 2001 | 230,050   |
| 2002 | 301,712   |
| 2003 | 396,023   |
| 2004 | 355,006   |
| 2005 | 250,006   |
| 2006 | 349,088   |
| 2007 | 456,424   |
| 2008 | 490,087   |
| 2009 | 728,239   |
| 2010 | 1,001,357 |
| 2011 | 1,165,287 |
| 2012 | 1,280,008 |
| 2013 | 1,525,008 |
| 2014 | 1,725,006 |
| 2015 | 1,812,077 |
| 2016 | 2,001,777 |
| 2017 | 2,063,077 |
| 2018 | 2,065,077 |
| 2019 | 2,001,777 |
| 2020 | 1,505,505 |
| 2021 | 1,242,022 |
| 2022 | 1,320,833 |
| 2023 | 1,215,003 |